# 洮湖
洮湖又名长荡湖、长塘湖，是一座位于中国江苏省南部金坛与溧阳交界处的淡水湖，为草型浅水湖泊，系古太湖分化湖之一。水源主要来自西部的茅山，湖水主要向东泻入滆湖，与滆湖共同组成洮滆水系。中华人民共和国成立初期，面积为97平方千米，20世纪70年代一度大面积围垦，水面锐减。现面积为81.90平方千米，南北长13.6公里，东西宽9.3公里，呈梨形。沿湖乡镇工业发达，经济繁荣。富有蓄洪、灌溉、养殖之利。
2000年对洮湖水质评价，水体已富营养化，正在向藻型湖泊演变。